# Donald Linden
Pour les articles homonymes, voir Linden.
Donald Stacey Linden (né le 12 octobre 1877 à Slough et mort le 13 mars 1964 à Toronto) est un athlète canadien spécialiste de la marche athlétique. 

## Biographie
Donald Linden participe au 1 500 m marche des Jeux olympiques intercalés de 1906. Il remporte la médaille d'argent, avec un temps de 7 min 19 s 8.